# Laurent
Laurent är en fransk form av det latinska namnet Laurentius som betyder "man från Laurentium".

## Personer med namnet Laurent (förnamn)
- Laurent Aïello (född 1969), fransk racerförare
- Laurent av Belgien (född 1963), prins av Belgien
- Laurent Philippe Charles van den Bergh (1805–1887), belgisk arkivarie
- Laurent Blanc (född 1965), fransk fotbollsspelare
- Laurent Brochard (född 1968), fransk tävlingscyklist
- Laurent Fabius (född 1946), fransk politiker
- Laurent Fignon (1960–2010), fransk tävlingscyklist
- Laurent Gbagbo (född 1945), ivoriansk politiker
- Laurent Jalabert (född 1968), fransk tävlingscyklist
- Laurent-Désiré Kabila (1939–2001), kongolesisk politiker
- Laurent Koscielny (född 1985), fransk fotbollsspelare
- Laurent Leksell (född 1952), svensk ekonom
- Laurent Nkunda (född 1967), kongolesisk rebelledare
- Laurent Redon (född 1973), fransk racerförare
- Laurent Schwartz (1915–2002), fransk matematiker

## Personer med namnet Laurent (efternamn)
- Auguste Laurent (1807–1853), fransk kemist
- Edouard Laurent (1852–1920), svensk kompositör
- Eric Laurent (1894–1958), svensk skådespelare
- Jacqueline Laurent (född 1941), kanadensisk skådespelerska
- Jacques Laurent (1919–2000), fransk författare
- Louis Saint-Laurent (1882–1973), kanadensisk politiker och premiärminister
- Lucien Laurent (1907–2005), fransk fotbollsspelare
- Mélanie Laurent (född 1983), fransk skådespelare
- Märta Laurent (1920–2011), finländsk skådespelare
- Pierre Laurent (född 1957) fransk politiker
- Pierre Alphonse Laurent (1813–1854), fransk matematiker
- Torbern Laurent (1896–1981), svensk professor i telegrafi
- Torvard Laurent (1930–2009), svensk professor i medicin
- Vivi Laurent-Täckholm (1898–1978), svensk professor i botanik
- Yves Saint-Laurent (1936–2008), fransk modeskapare